# Krobia (ville)
Pour les articles homonymes, voir Krobia.
Krobia (prononciation : [ˈkrɔbʲa]) est une ville de la voïvodie de Grande-Pologne et du powiat de Gostyń.
Elle est située à environ 11 kilomètres au sud de Gostyń, siège du powiat, et à 66 kilomètres au sud de Poznań, capitale de la voïvodie de Grande-Pologne.
Elle est le siège administratif de la gmina de Krobia.
Elle s'étend sur 7,05 km2.

## Géographie

Plan de la ville.

La ville de Krobia est située au sud de la voïvodie de Grande-Pologne, à proximité de la voïvodie de Basse-Silésie, ainsi qu'avec la région historique et géographique de Silésie. Le paysage est vallonné et à dominante rurale. Krobia s'étend sur 7,05 km2 et se situe à une altitude de 117 m.

## Histoire
Krobia a obtenu ses droits de ville en 1286.

En 1807, la ville fait partie du nouveau duché de Varsovie, mais revient à la Prusse en 1815 et devient le siège de l'arrondissement de Kröben. En 1887, Kröben fait partie de l'arrondissement de Gostyn.
De 1975 à 1998, la ville faisait partie du territoire de la voïvodie de Leszno. Depuis 1999, la ville fait partie du territoire de la voïvodie de Grande-Pologne.

## Monuments
- l'église paroissiale saint Nicolas, construite entre 1757 et 1767 ;
- la chapelle saint Gilles, construite au XIIe siècle ;
- la chapelle du saint Esprit, construite en 1745 ;
- l'hôtel de ville, construit en 1795.

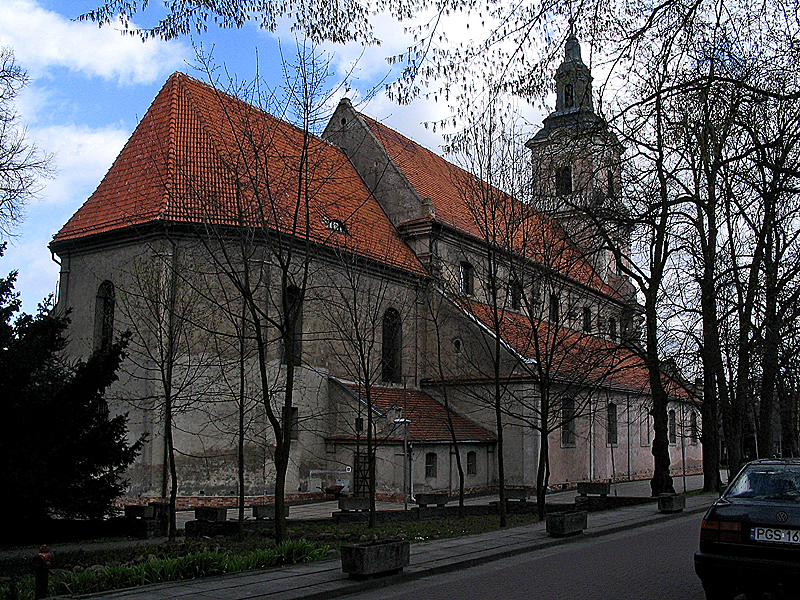
L'église paroissiale saint Nicolas.
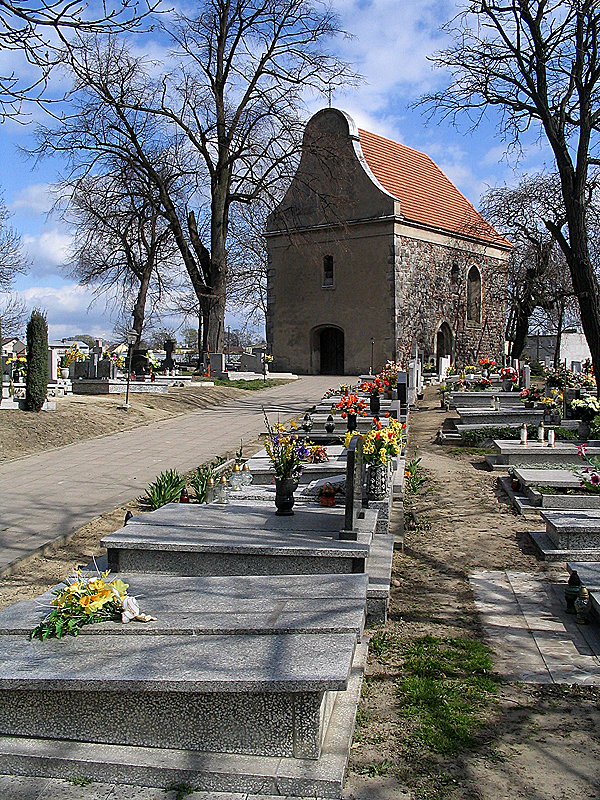
La chapelle saint Gilles.
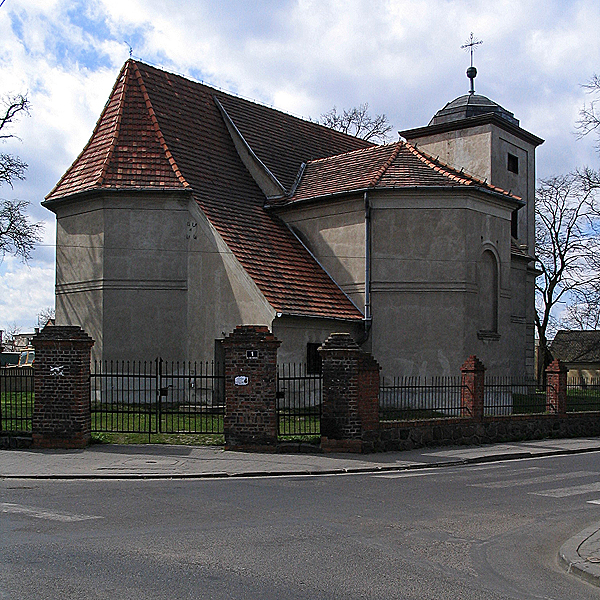
La chapelle du saint Esprit.
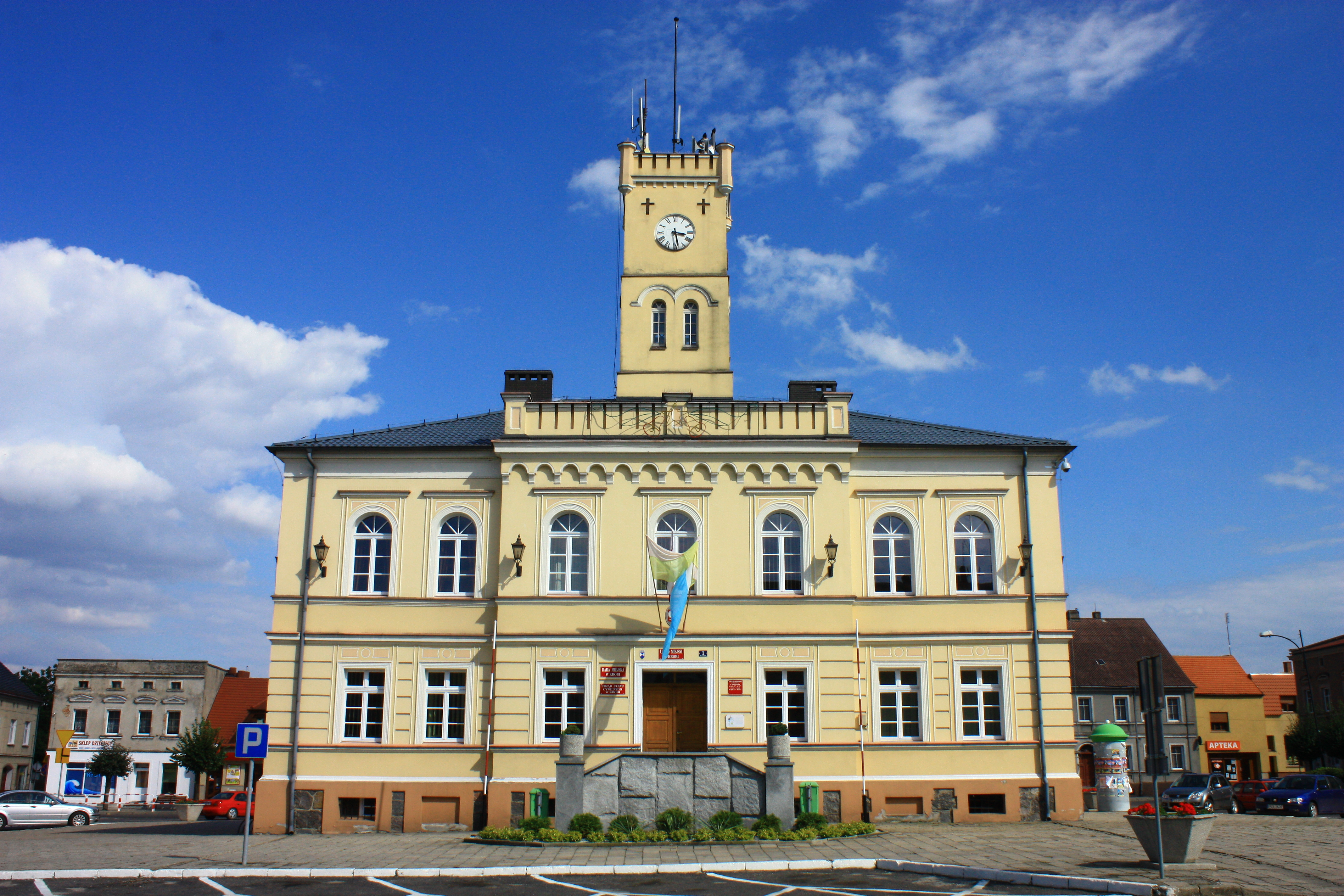
L'hôtel de ville.

## Voies de communication
La ville est traversée par la route voïvodale 434 (qui relie Rawicz à Łubowo).